# 199
199 (CXCIX) var ett normalår som började en måndag i den julianska kalendern.

## Händelser

### Okänt datum
- Mesopotamien delas i två provinser vid floden Eufrat; Mesopotamien och Osroene.
- Två nya romerska legioner, I och III Parthica, bildas som permanenta garnisoner.
- Sedan Viktor I har avlidit väljs Zephyrinus till påve.
- Geodeung efterträder Suro som kung av det koreanska kungariket Gaya (traditionellt datum).
- Sun Ce och Zhou Yu från kungariket Wu gifter sig med Qiaosystrarna.

## Avlidna
- Viktor I, påve sedan omkring 189
- Gongsun Zan, kinesisk krigsherre (dödad av Yuan Shao)
- Yuan Shu, kinesisk krigsherre (sjukdom)